# František Michálek (skladatel)
František Michálek (10. března 1895 Komiža – 18. listopadu 1951 Brno) byl český varhaník a hudební skladatel.

## Život
Narodil se na ostrově Vis v Dalmácii, kde byl jeho otec varhaníkem a ředitelem Městské hudební školy. Jako pedagog byl velice úspěšný a publikoval řadu škol pro různé hudební nástroje (kontrabas, violoncello, viola, trombón, tuba, trubka, fagot aj.) i Univerzální školu pro všechny dechové nástroje. Ze svého povolání varhaníka se věnoval i chrámové hudbě a pro potřeby svého kostela sestavil český kancionál. Syn tak vyrůstal v hudebním prostředí a od dětství hrál na klavír a na varhany.
V roce 1901 se rodina vrátila do Čech a František byl přijat na Pražskou konzervatoř. Studoval u Josefa Kličky a Karla Steckera. V roce 1915 absolvoval mistrovský kurz skladby u Vítězslava Nováka.
Stal se ředitelem kůru v Pardubicích. V Pardubicích působil i jako varhaník v krematoriu a jako sbormistr pěveckého spolku Suk. Po založení Městské hudební školy se stal jejím ředitelem. Vyučoval hře na klavír, varhany a harmonii. Krátce řídil rovněž Pardubickou filharmonii.
V roce 1935 byl jmenován řádným profesorem varhanní hry na brněnské konzervatoři. Dále působil jako koncertní varhaník. Ve spolupráci s brněnským rozhlasem uskutečnil na 60 rozhlasových koncertů. Byl oblíbený jako pohotový improvizátor.
Za okupace pracoval jako inspektor soukromých hudebních škol a jako člen (později i předseda) zkušební komise. V roce 1946 byl jmenován profesorem Janáčkovy akademie múzických umění v Brně a v roce 1948 se habilitoval docentem.
Byl známý i jako varhanář. Již během svého působení v pardubickém krematoriu inicioval postavení nového nástroje a navrhl jeho dispozici. Později navrhl řadu varhan a úspěšně řešil problémy varhan jak z technického, tak i uměleckého hlediska. Mezi dochované varhany v jeho pojetí patří např. nástroje v Židlochovicích, v Brně-Králově-Poli, v Uherském Hradišti nebo v kostele na Vranově u Brna. Navrhl rovněž varhany pro Janáčkovu Akademii v Brně a pro Husův sbor. Spolupracoval s generálním ředitelstvím varhanářské firmy v Krnově. Řídil i stavbu moderních varhan na Stadiónu v Brně. Z oboru varhanářství připravoval i praktické učebnice, nestačil je však dokončit.

## Dílo

### Klavírní skladby
- 2 suity pro klavír (1913, 1932)
- Trios petitts morceaux (1928)
- Drobné klavírní skladby (1934)

### Varhanní skladby
- Fantasie D-dur (1914)
- Fugy (1917)
- Partita na chorál Všichni věrní křesťané (1949)
- Introdukce a passacaglia (1948)
- Chorálové předehry (1951)

### Komorní skladby
- Serenáda pro smyčcový orchestr (1914)
- Adagio pro housle a varhany (1937)
- Passacaglia a fuga pro smyčcový kvartet a varhany (1937)

### Sbory
- Ctibor (mužský sbor na slova Jána Botta, 1923)
- Novoročná (1922)
- Husitská (1922)
- Pozdrav (1932)
- Náš erb (slova Josef Václav Sládek, 1932)

### Chrámové skladby
- Missa Scti. Francisci
- Mše ke cti sv. Václava
- Ave Maria pro soprán a varhany (1931)
- Svatý Václave pro soprán, mužský sbor a varhany (1952)
- 6 Pange lingua v církevních tóninách (1949)

### Scénická hudba
- Mrtvá nevěsta (melodram na slova Jana Nerudy, 1912)
- Pan Johanes (hudba k divadelní hře Aloise Jiráska, 1922)

Upravoval a redigoval Zpěvy moravských kopaničářů a 20 svazků varhanních skladeb starých českých mistrů.